# Hallstein (prénom)
Hallstein, Halstein, Hallsten ou Halsten, est un prénom masculin scandinave dérivé du vieux norrois Hallsteinn, formé des éléments hall(r) « rocher », et steinn « pierre ». Dans les pays nordiques, ce prénom est surtout porté en Norvège et dans les îles Féroé. Sa variante islandaise est Hallsteinn. 
Le prénom Hallstein est à l'origine du patronyme dano-norvégien Hallsteinsen et du patronyme islandais Hallsteinsson, signifiant « Fils de Hallstein(n) ». 

## Personnages historiques
- Hallsteinn Thorolfsson (Þórólfsson), chef viking islandais ;
- Hallstein(n) Stenkilsson, roi de Suède de 1067 à 1070.

## Autres personnalités portant ce prénom
- Hallstein Bøgseth (né en 1954), spécialiste norvégien du combiné nordique ;
- Hallstein Høgåsen (en) (né en 1937), physicien norvégien.
- Pour l'ensemble des articles sur les personnes portant ce prénom, consulter :
  - la liste des articles dont le titre commence par ce prénom
  - les listes produites par Wikidata : Liste des personnes de prénom « Hallstein » — même liste en incluant les éventuels prénoms composés qui contiennent « Hallstein ».

## Variante Hallsteinn
- Hallsteinn Sigurðsson (en) (né en 1945), sculpteur islandais.
- Pour l'ensemble des articles sur les personnes portant ce prénom, consulter :
  - la liste des articles dont le titre commence par ce prénom
  - les listes produites par Wikidata : Liste des personnes de prénom « Hallstein » — même liste en incluant les éventuels prénoms composés qui contiennent « Hallstein ».